# Yesh Atid

Logo

Yesh Atid (hebreiska: יש עתיד, "det finns en framtid") är ett israeliskt politiskt parti som grundades 2012 av journalisten Yair Lapid. I valet i januari 2013 fick Yesh Atid näst flest röster, och erövrade 19 mandat av 120 i Knesset.
Yesh Atid är ett sekulärt mittenparti med förankring framför allt i medelklassen. Partiet vill avskaffa särlösningarna för Israels ultraortodoxa judar, som de anser ska arbeta för sin försörjning och göra värnplikt i likhet med andra medborgare. De förespråkar en tvåstatslösning i Israel-Palestina-konflikten.
Den 21 februari 2019 meddelade Yesh Atid att man gick samman med Styrka för Israel och Telem och formade valalliansen Blåvitt inför det förestående parlamentsvalet.
Valet slutade i närmast dött lopp mellan Blåvitt och premiärminister Benjamin Netanyahus Likud. Efter segdragna regeringsförhandlingar beslutade Styrka för Israel att forma regering med ärkefienden Netanyahu. Yesh Atid och Telem lämnade då Blåvitt-alliansen den 29 mars 2020. I parlamentsvalet 2021 blev Yesh Atid åter näst största parti i Knesset. 